# Torre Sciuta
La Torre Sciuta o Ta'Xuta és una fortificació situada a Malta. Es tracta d'una de les cinc Torres Lascaris, construïda sota el mestratge de Jean de Lascaris-Castellar.

## Història
La torre Sciutu (també localment com Torri ta' Xutu i Torri Sciuto) es va construir entre 1637 i 1638 a Wied iż-Żurrieq, situada dins dels límits de Qrendi, al lloc d'un lloc de vigilància medieval. Va servir com a prototip de les torres De Redin, que es van construir entre 1658 i 1659.
Després que els britànics es van fer càrrec de Malta el 1800, la Torre Sciutu va romandre en ús i va ser tripulada pel Royal Malta Fencible Regiment i més tard pel Royal Malta Fencible Artillery. Va ser abandonat el 1873, però va ser tripulat per la Policia Costera una vegada més durant la Segona Guerra Mundial. La torre es va utilitzar posteriorment com a comissaria de policia fins al 2002. Encara es pot trobar un canó original que data de la regla de l'Orde al terrat de la torre.
El març de 2013, el Govern va encarregar a Din l-Art Ħelwa la conservació d'aquesta torre durant un període de 10 anys. El setembre de 2014, els voluntaris de Din l-Art Ħelwa i els Qrendi Scouts van netejar la torre i els seus voltants de residus i runes. La torre va ser restaurada i conservada fins al 2016, i es va inaugurar i es va obrir al públic el 2019.